# Chrysler Valiant Charger
Chrysler Valiant Charger – samochód sportowy typu muscle car klasy średniej produkowany pod amerykańską marką Chrysler w latach 1971–1975 i jako Chrysler Charger w latach 1975–1978.

## Historia i opis modelu

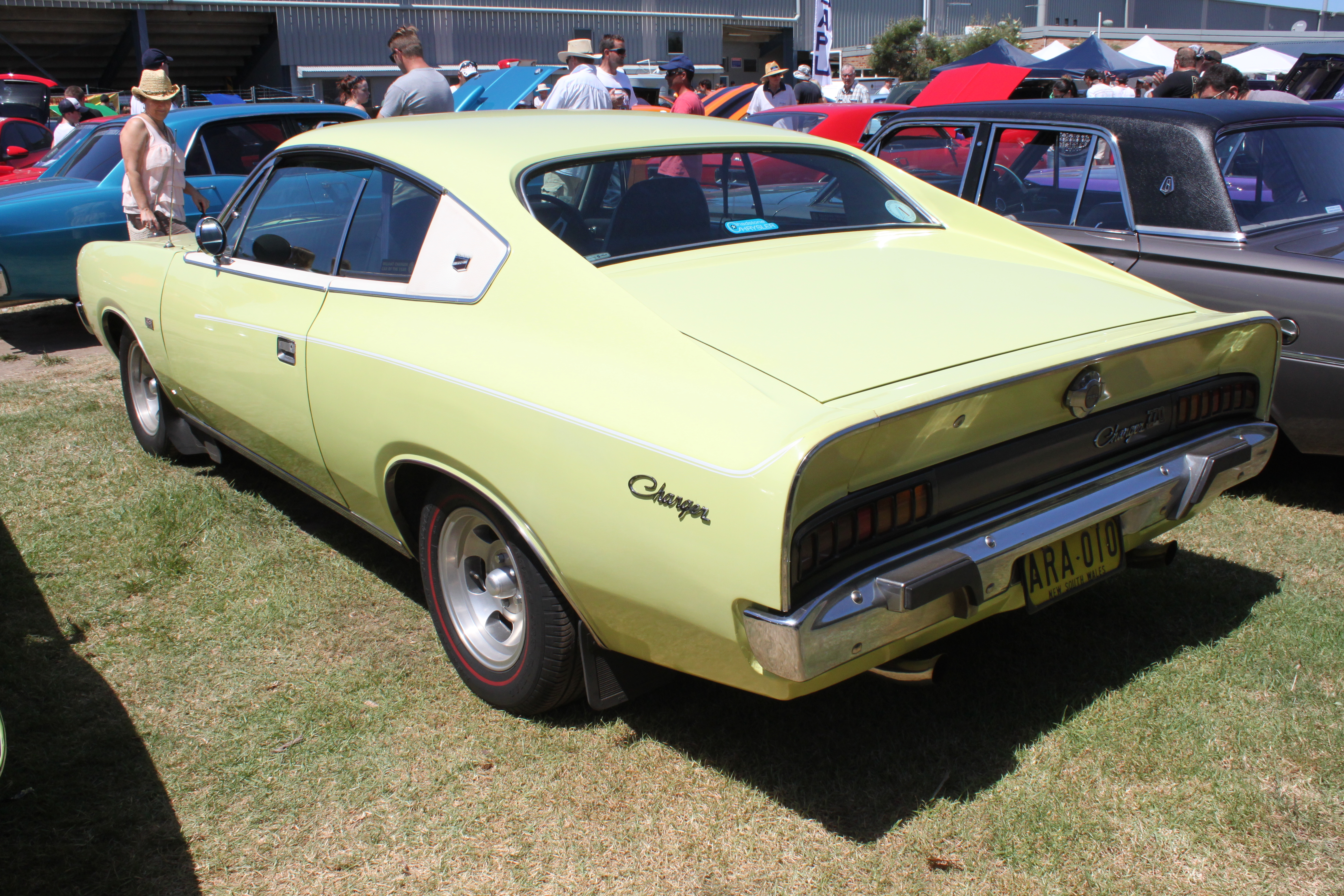
Chrysler Valiant Charger – tył

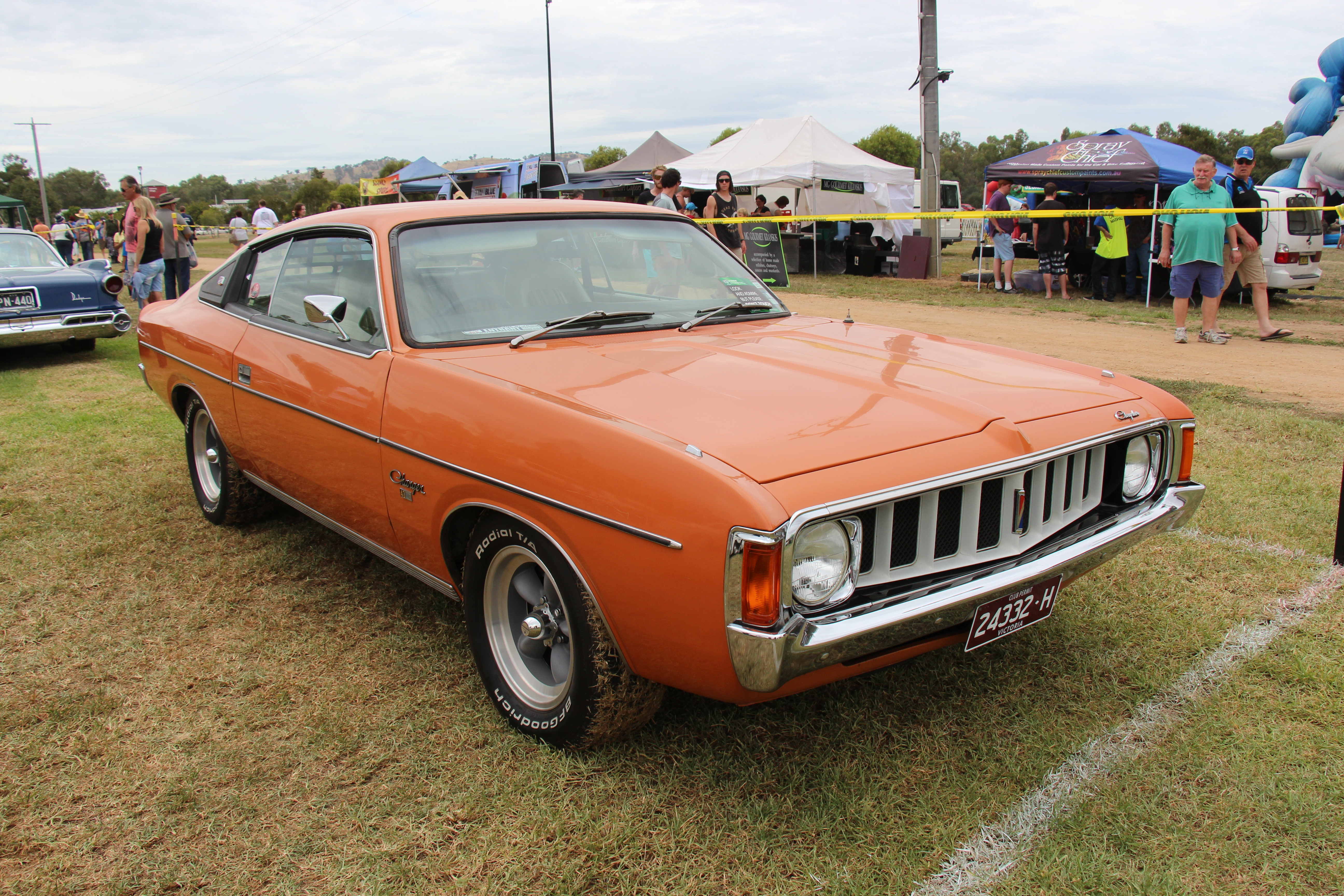
Chrysler Charger po liftingu

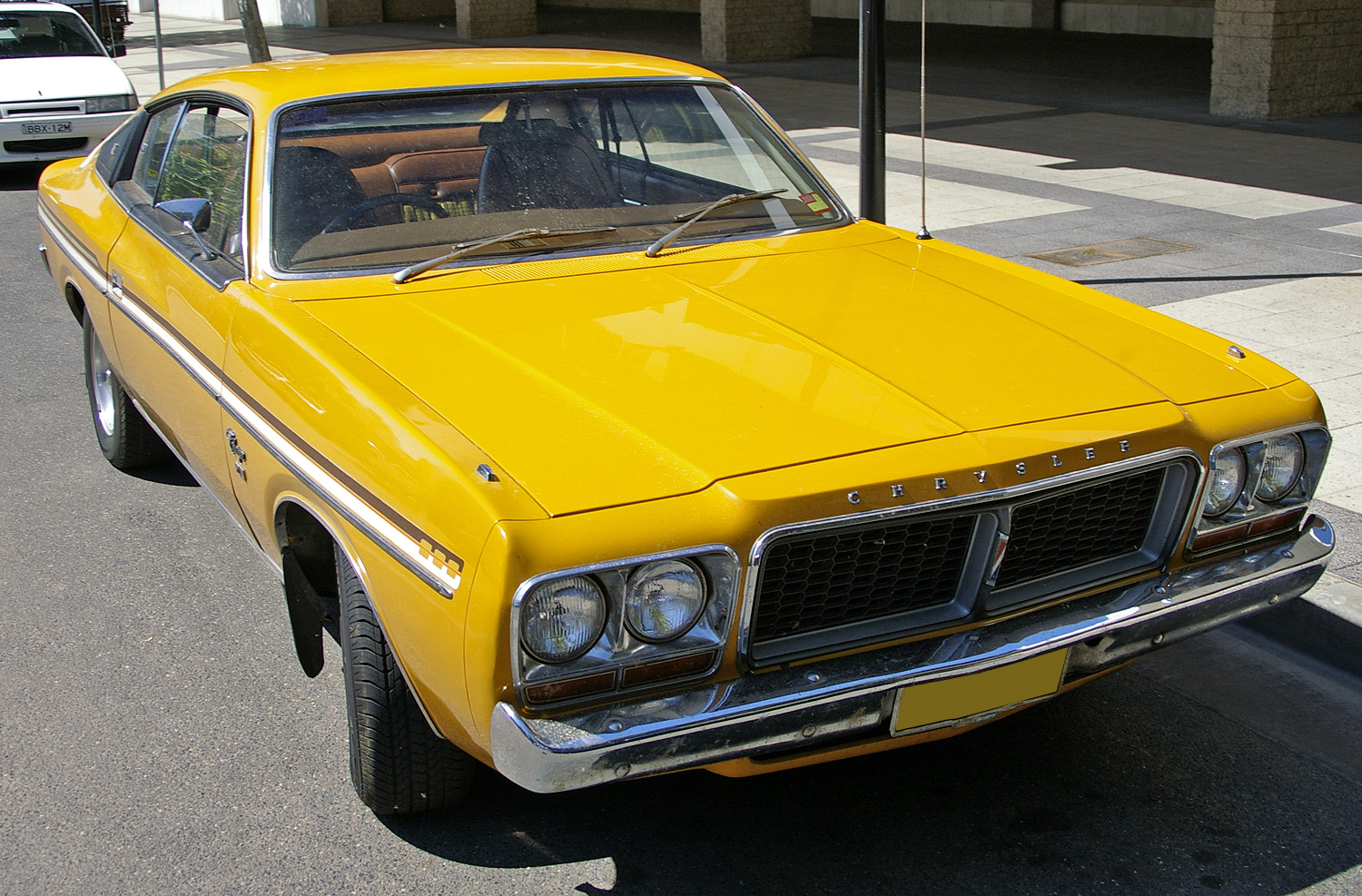
Chrysler Charger po drugim liftingu

W 1971 roku australijski oddział marki Chrysler przedstawił pierwszego w jej historii muscle cara, który został oparty na platformie A-body wykorzystywanej także przez północnoamerykańską centralę Chryslera m.in. dla modelu Dart.
Przede wszystkim Valiant Charger współdzielił jednak technologię z modelem Valiant, nawiązując do niego także cechami wizualnymi. Podobny kształt miał pas przedni, z charakterystyczną atrapą chłodnicy i okrągłymi reflektorami, a także tył z zarysowanym spojlerem.

### Restylizacje
W ciągu trwającej 7 lat produkcji sportowego modelu Chryslera, samochód przeszedł trzy restylizacje obejmujące głównie wygląd pasa przedniego w podobnym zakresie, co model Valiant. W ramach pierwszego liftingu z marca 1973 roku zmienił się głównie układ atrapy chłodnicy i układ oświetlenia.
Druga modernizacja, którą Chrysler przeprowadził w październiku 1975 roku, przyniosła podobne kosmetyczne zmiany w przednim pasie, a także zmianę nazwy. Producent zdecydował się usunąć z niej człon Valiant, pozycjonując go odtąd jako całkowicie niezależny model o nazwie Chrysler Charger. 
Ostatnia, trzecia modernizacja, miała miejsce w październiku 1976 roku i polegała na zmianie kształtu atrapy chłodnicy oraz układu oświetlenia. Pojawiły się dwie pary okrągłych reflektorów i inne ukształtowanie maski. Produkcja modelu zakończyła się w 1978 roku, bez przewidzianego następcy.

### Silniki
- V6 3.5l 140 KM Charger
- V6 4.0l 160 KM Charger XL
- V6 4.3l 218 KM Charger R/T
- V6 4.3l 280 KM Charger R/T
- V6 4.3l 302 KM Charger R/T
- V6 4.3l 203 KM Charger 770
- V8 5.2l 230 KM Charger 770
- V8 5.6l 275 KM Charger 770 SE